# Čižebná
Čižebná (do roku 1948 Zweifelsreuth) je malá vesnice, část obce Nový Kostel v okrese Cheb v Karlovarském kraji. Nachází se asi jeden kilometr východně od Nového Kostela. Je zde evidováno 10 adres. V roce 2011 zde trvale žilo 23 obyvatel.
Čižebná je také název katastrálního území o rozloze 2,28 km². Čižebná leží i v katastrálním území Smrčí u Nového Kostela o rozloze 4,28 km² a Svažec o rozloze 3,59 km².

## Historie
První písemná zmínka o vesnici pochází z roku 1390.
V první polovině 20. století probíhala v Čižebné těžba a zpracování hnědého uhlí. Uhlí těžil v letech 1917–1929 hlubinný důl Marie Pomocná, hluboký 92 metrů. Nejvyšší roční těžby ve výši 26 242 tun bylo dosaženo v roce 1927. V letech 1923–1929 byla v provozu koksárna. V ní se v roce 1926 vyrobilo 10 461 tun koksu, 2 088 tun dehtu a 174 tun lehkého oleje. V letech 1925–1929 byla v provozu menší briketárna s nejvyšší roční výrobou briket ve výši 20 000 tun v roce 1928.
V letech 2004–2005 byl na kopci nad vesnicí postaven větrný park o celkovém instalovaném výkonu 1 815 kW se čtyřmi větrnými turbínami (jedna typu Vítkovice VE 315-II a tři typu Tacke TW 500).

## Obyvatelstvo
Při sčítání lidu v roce 1921 zde žilo 420 obyvatel, až na jednoho cizozemce všichni německé národnosti. K římskokatolické církvi se hlásilo 419 obyvatel, jeden k evangelické.
| Rok            | 1869 | 1880 | 1890 | 1900 | 1910 | 1921 | 1930 | 1950 | 1961 | 1970 | 1980 | 1991 | 2001 | 2011 | 2021 |
| -------------- | ---- | ---- | ---- | ---- | ---- | ---- | ---- | ---- | ---- | ---- | ---- | ---- | ---- | ---- | ---- |
| Počet obyvatel | 519  | 547  | 447  | 429  | 418  | 420  | 363  | 133  | 61   | 46   | 28   | 23   | 42   | 23   | 33   |
| Počet domů     | 77   | 80   | 80   | 74   | 73   | 72   | 72   | 69   | –    | 7    | 8    | 9    | 10   | 11   | 13   |

## Obecní správa
Při sčítání lidu v letech 1850–1879 Čižebná byla osadou obce Nový Kostel v okrese Cheb. V letech 1880–1956 byla samostatnou obcí v okrese Cheb. 
Od roku 1957 je opět částí obce Nový Kostel v okrese Cheb.